# Jennie Tourel

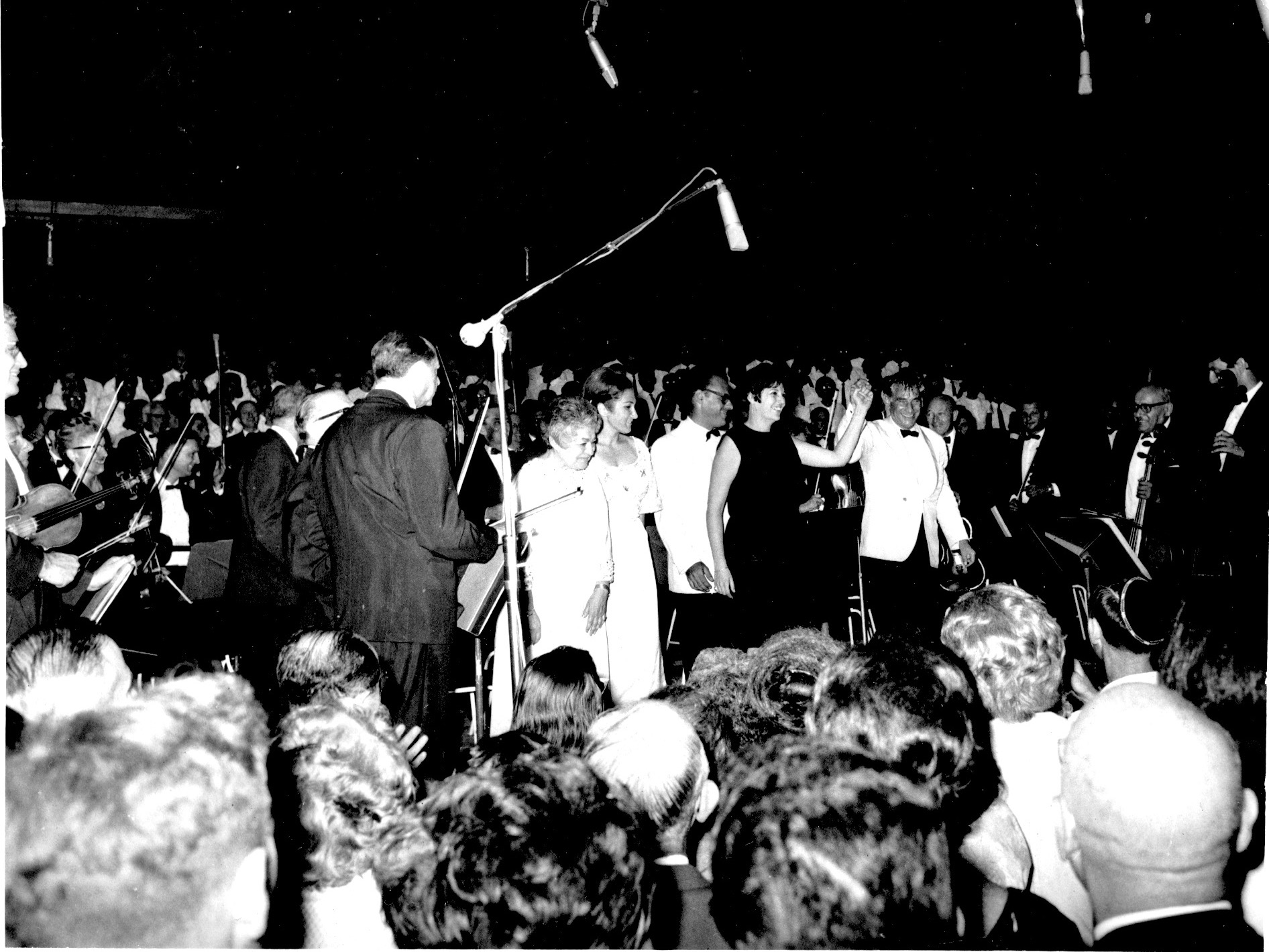
Jennie Tourel, Netania Davrath, Ruth Mense e Leonard Bernstein, 1967

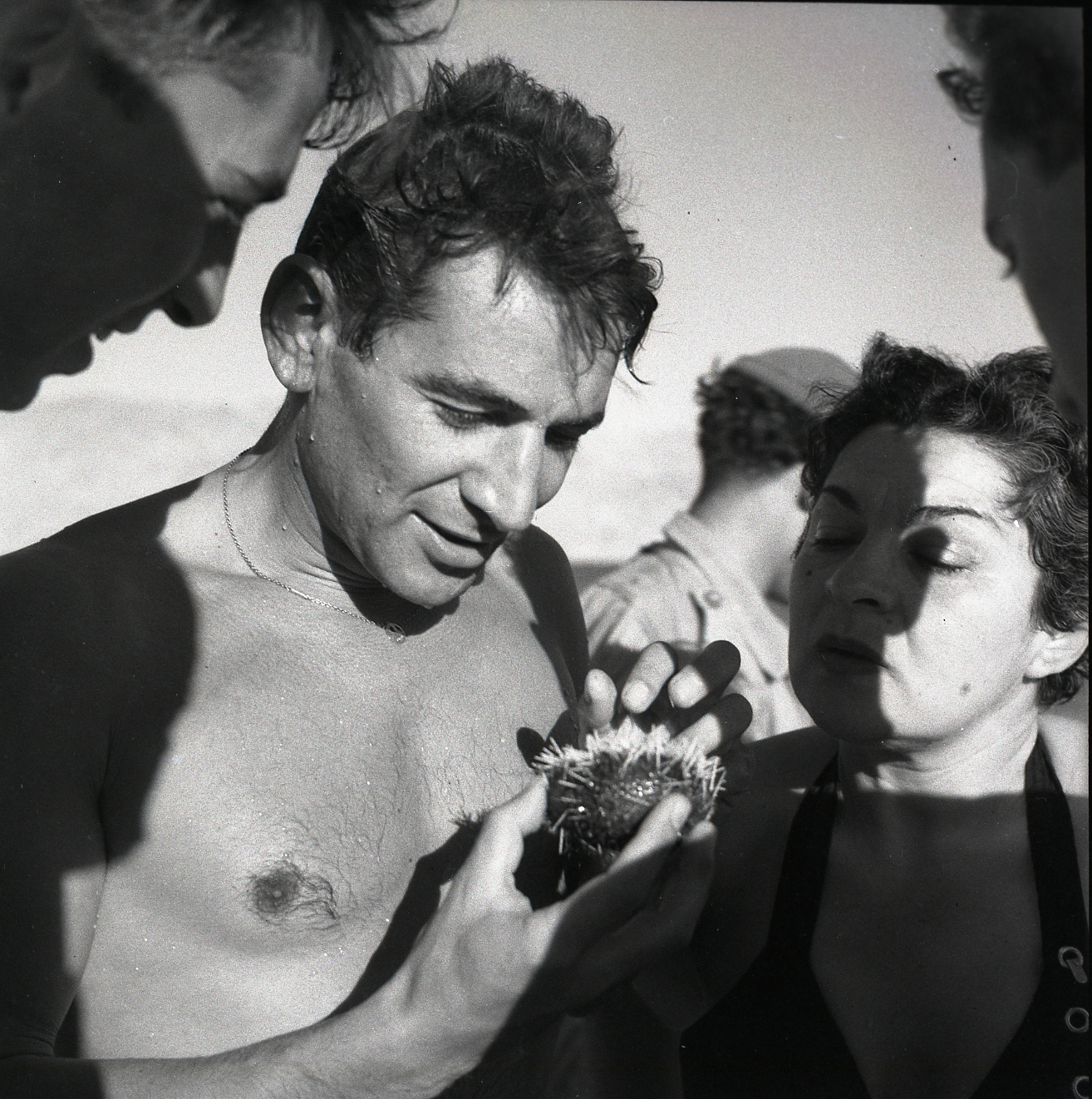
Leonard Bernstein e Jennie Tourel

Jennie Tourel (Vicebsk, 22 giugno 1900 – New York, 23 novembre 1973) è stata un mezzosoprano statunitense lirica nota per le sue interpretazioni sia in opera che in recital.

## Primi anni
Jennie Tourel nacque a Vicebsk, nell'Impero russo (oggi in Bielorussia), con il cognome Davidovich. Da ragazza suonava il flauto, poi studiò pianoforte. Dopo la Rivoluzione russa la sua famiglia di origine ebraica lasciò la Russia e si stabilì temporaneamente vicino a Danzica. In seguito si trasferirono a Parigi, dove continuò a studiare pianoforte e meditò di intraprendere la carriera concertistica. Iniziò quindi a prendere lezioni di canto con Reynaldo Hahn e Anna El-Tour, e decise di dedicarsi al canto professionale. Si dice che abbia cambiato il suo cognome in Tourel trasponendo le sillabe del nome di El-Tour, ma lei lo ha sempre negato.

## Carriera come cantante
Jennie Tourel debuttò nelle scene liriche europee nei Balletti russi di Parigi nel 1931, per poi cantare al Théâtre national de l'Opéra-Comique di Parigi nei panni di Carmen (9 aprile 1933) e interpretare anche Mignon, Jacqueline (Le médecin malgré lui), Djamileh nel 1938, Charlotte (Werther) e Marcellina (Le nozze di Figaro) nel 1940. Ha creato tre ruoli alla Salle Favart: Labryssa in Tout Ank Amon (5 maggio 1934), Missouf in Zadig (24 giugno 1938) e Zouz in La nuit embaumée (25 marzo 1939).
Debuttò negli Stati Uniti alla Civic Opera House nel Lorenzaccio di Ernest Moret nel 1930. La sua carriera al Metropolitan Opera House fu breve: debuttò nel maggio 1937 nel ruolo di Mignon e apparve per alcune stagioni negli anni '40 ne Il barbiere di Siviglia, come Adalgisa in Norma e Carmen.
Nel 1940, poco prima dell'occupazione di Parigi da parte delle truppe naziste, si trasferì a Lisbona e infine emigrò negli Stati Uniti. Nel 1946 ottenne la cittadinanza americana. Nel 1951 interpretò il ruolo di Baba la Turca in La carriera di un libertino di Stravinskij. Ha eseguito per la prima volta brani di Leonard Bernstein (tra cui i cicli di canzoni I Hate Music, 1943, e La Bonne Cuisine, 1949), Francis Poulenc e Paul Hindemith in particolare il ciclo rivisto Marienleben, 1949.

## L'insegnamento e gli ultimi anni
Negli ultimi anni, Jennie Tourel si dedicò ai recital e agli impegni con l'orchestra, eccellendo in particolare nel repertorio francese. La sua ultima esibizione operistica fu nel ruolo di Doña Marta nella prima mondiale di Black Widow di Thomas Pasatieri alla Seattle Opera nel 1972.
Insegnò anche alla Juilliard School of Music di New York, all'Aspen Music Festival and School in Colorado e all'American Institute of Musical Studies di Graz, in Austria. Una delle sue allieve più famose fu il soprano Barbara Hendricks, che incontrò la Tourel per la prima volta in Colorado e in seguito lavorò con lei alla Juilliard. Tra i suoi altri allievi figurava Joanna Bruno. Nel 1998 la Hendricks rese omaggio alla sua insegnante con una registrazione di Canzone d'arte intitolata: Récital “Hommage à Jennie Tourel".
Jennie Tourel morì il 23 novembre 1973 a New York.